# Tolkamer
Tolkamer is een plaats met 2.825 inwoners in de gemeente Zevenaar in de Nederlandse provincie Gelderland. Het ligt op 1 kilometer van Lobith en is de eerste aanlegplaats aan het Bijlandsch Kanaal, gezien vanuit Duitsland.

## Schippers
De naam van het dorp komt uit de tijd dat schippers die vracht vervoerden van Duitsland naar Nederland daar tol moesten betalen bij de zogeheten 'tolkamer'. Later moesten zij bij de douane 'inklaren', dat wil zeggen tonen wat ze in- of uitvoerden. De douane voerde vanuit Tolkamer ook controles te water uit, waarbij gezocht werd naar illegale sigaretten, drank, drugs en dergelijke. Soms werden ook 'illegale' personen ontdekt. Na 1 januari 1993 was het door het wegvallen van de Europese binnengrenzen als gevolg van het Verdrag van Schengen voor schippers niet meer nodig om bij het passeren van de grens het douanekantoor te bezoeken. Door de opkomst van de mobiele telefonie was het ook niet meer noodzakelijk om van een telefoonaansluiting op het vasteland te gebruiken, contact met de opdrachtgever kon nu vanaf het schip gebeuren. Het maakte dat veel minder schepen aanlegden en er een sterke economische teruggang was bij winkels en horeca. Voor 1993 waren er dertien cafés in Tolkamer, daarna waren dat er nog vijf.

## Dagjesmensen
Het plaatsje bleef in trek bij 'dagjesmensen' die vanaf de Europakade een tocht over de Rijn willen maken. Een andere trekpleister is watersportgebied 'de Bijland'. Deze plas heeft een open verbinding met de Rijn die voornamelijk wordt gebruikt door motorbootbezitters om een uitstapje te maken naar de strandjes langs de rivier. In het landschap rond Tolkamer liggen veel fietspaden naar omliggende plaatsen. Ook het nabije Duitsland is gemakkelijk te bereiken. Via het veer van Millingen (fietsveer over de Rijn) of via Lobith naar Elten, kan men fietstochten in een geaccidenteerd en bebost terrein maken. 

## Afbeeldingen

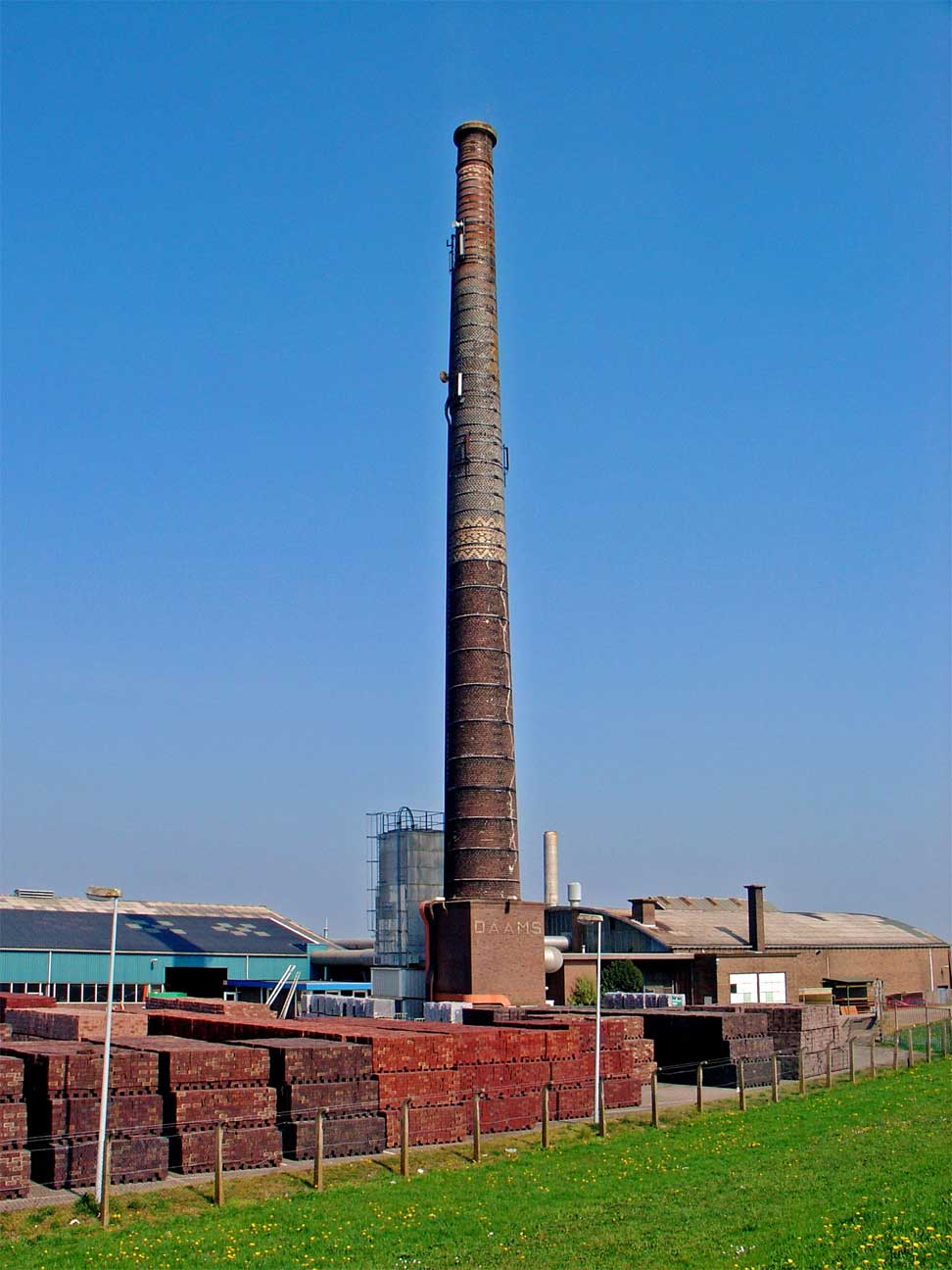
Steenfabriek bij Tolkamer
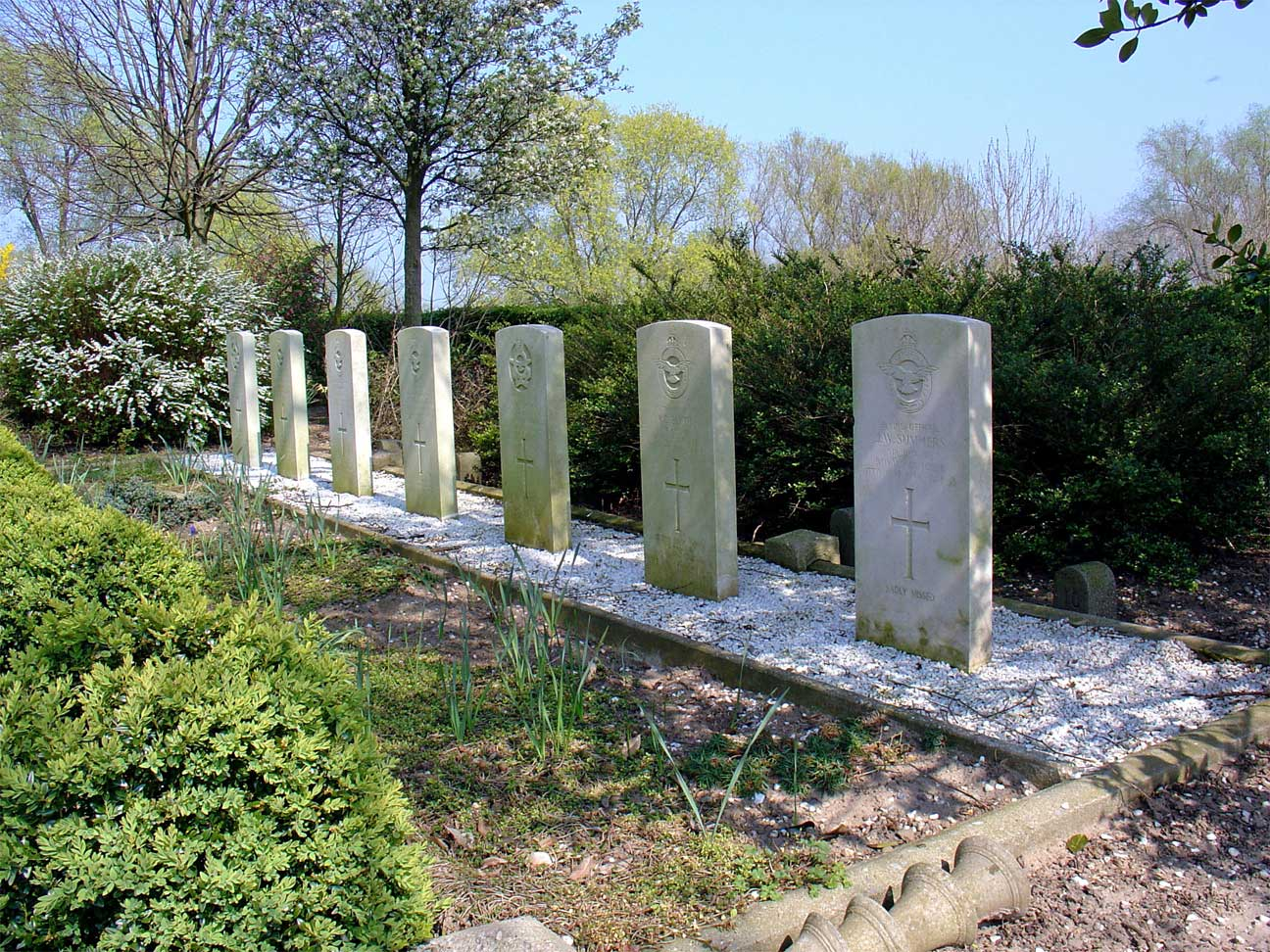
Britse oorlogsgraven bij Tolkamer
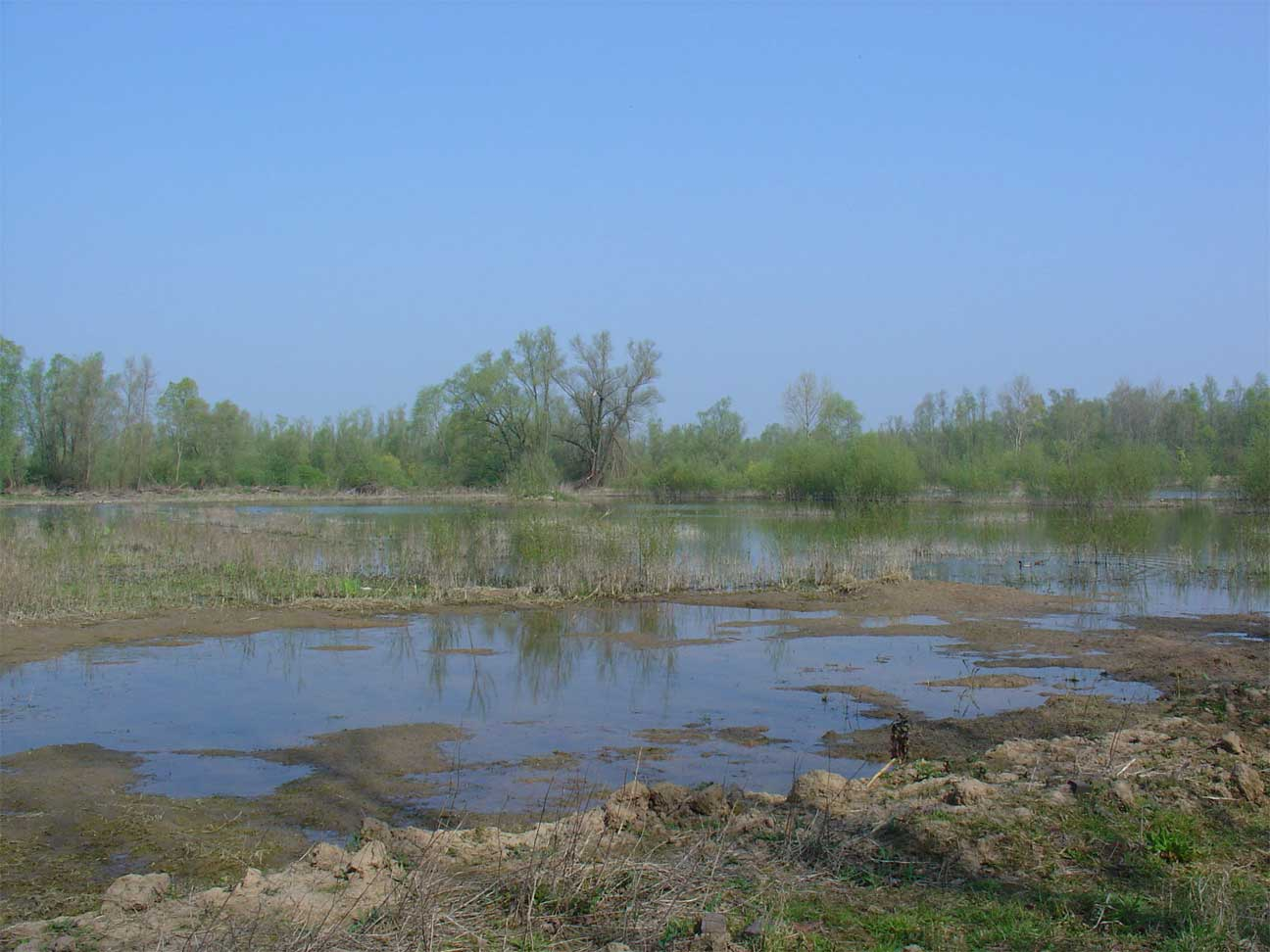
Natuurgebied Bijland bij Tolkamer

Stad: Zevenaar      Dorpen: Aerdt · Angerlo · Babberich · Giesbeek · Herwen · Lathum · Lobith · Oud-Zevenaar · Pannerden · Spijk · Tolkamer

Buurtschappen: Aerdenburg · Bahr · Bevermeer · Bingerden · Geitenwaard · Holthuizen · Kijfwaard · Kwartier · Ooy · Oud-Dijk (deels) · Tuindorp · Veldhuizen · Zweekhorst

Voormalige gemeenten: Angerlo · Rijnwaarden

Gelderland: Steden en dorpen in Gelderland      Nederland: Provincies · Gemeenten